# Eduard Götzl
Eduard Götzl (* 18. Februar 1921 in Petschau, Politischer Bezirk Teplice-Šanov, Tschechoslowakei; † 16. Januar 1986) war ein deutscher Politiker (SED). Er war Erster Sekretär der SED-Bezirksleitungen Potsdam und Frankfurt (Oder).

## Leben
Götzl, Sohn eines Arbeiters, besuchte die Volksschule in Petschau und die Berufsschule in Karlsbad. Er erlernte den Beruf des Mechanikers und war anschließend in diesem Beruf tätig. 1936 wurde er Mitglied der Sozialistischen Arbeiterjugend der Tschechoslowakei. Während des Zweiten Weltkrieges war Götzl zunächst zum Kriegsdienst eingezogen worden und arbeitete anschließend von 1943 bis 1945 als Rüstungsarbeiter in der Flugzeugindustrie.
1945 wurde er Mitglied der KPD, 1946 Mitglied der SED. 1945/1946 war er Angehöriger der Deutschen Volkspolizei. Von 1946 bis 1949 wirkte er als Instrukteur der SED-Landesleitung Thüringen. 1949/50 studierte er an der Parteihochschule „Karl Marx“ und war anschließend von 1950 bis 1951 Parteisekretär im VEB Bergbau- und Hüttenkombinat Maxhütte in Unterwellenborn. Von Juli bis August 1951 arbeitete er als Erster Sekretär der SED-Kreisleitung Erfurt und von August 1951 bis August 1954 als Werkdirektor des VEB Stahl- und Walzwerk in Brandenburg (Havel). 
1949 wurde Götzl Mitglied der SED-Landesleitung Thüringen und 1952 Mitglied der SED-Bezirksleitung Potsdam. Von 1950 bis 1954 war er Kandidat, dann von 1954 bis 1963 Mitglied des ZK der SED. Von September 1954 bis Juli 1955 studierte er Parteihochschule der KPdSU in Moskau.
Ab September 1955 war er Sekretär für Wirtschaft der SED-Bezirksleitung Potsdam. Auf Beschluss des Politbüros des ZK der SED vertrat er von April 1956 bis August 1957 Kurt Seibt als amtierender Ersten Sekretär der SED-Bezirksleitung Potsdam. Seibt befand sich während dieser Zeit auf der Parteihochschule der KPdSU in Moskau. Nach dessen Rückkehr übernahm er bis März 1958 erneut die Funktion des Sekretärs für Wirtschaft. Von April 1958 bis August 1961 übte er die Funktion des Ersten Sekretärs der SED-Bezirksleitung Frankfurt (Oder) aus. Weil er eine straffe Durchsetzung der Beschlüsse der Partei nicht garantieren konnte, wurde er auf Beschluss des Sekretariats des ZK der SED vom 2. August 1961 abgelöst.
Zwischen September 1961 und August 1963 fungierte er als Erster stellvertretender Vorsitzender des Rates des Bezirkes Potsdam und gehörte von 1964 bis 1981 als Mitglied der SED-Bezirksleitung Potsdam an. Von September 1963 bis Januar 1970 war er Leiter der Arbeiter-und-Bauern-Inspektion des Bezirks Potsdam und von Februar 1970 bis Januar 1979 Erster Sekretär der SED-Kreisleitung Rathenow (Nachfolger von Ulrich Schlaak). Er wurde aus gesundheitlichen Gründen von dieser Funktion entbunden.
Von 1958 bis 1963 war Götzl Abgeordneter der Volkskammer, von 1958 bis 1961 zudem Abgeordneter des Bezirkstages Frankfurt (Oder) sowie von 1963 bis 1981 Abgeordneter des Bezirkstages Potsdam.
Götzl war verheiratet und Vater zweier Kinder. Er lebte zuletzt als Witwer in Potsdam und starb im Alter von 64 Jahren. Seine Urne wurde auf dem Neuen Friedhof Potsdam beigesetzt.

## Auszeichnungen
- Aktivist des Zweijahrplanes (1949)
- Aktivist des Fünfjahrplanes (1951, 1952 und 1953)
- Ehrennadel der Gesellschaft für Deutsch-Sowjetische Freundschaft (1957)
- Ehrennadel der Nationalen Front (1957)
- Vaterländischer Verdienstorden in Silber (1959) und in Gold (1981)[3]